# Blood on the Risers

Blood on the Risers est un chant militaire des parachutistes américains de la Seconde Guerre mondiale. Il est chanté par la 82e division aéroportée, la 173e brigade aéroportée, la 4th Brigade Combat Team, la 25e division d'infanterie et la 101e division aéroportée. Ce chant a été mis en scène dans la mini-série télévisée Frères d'armes et le jeu vidéo Brothers in Arms: Road to Hill 30. Chanté sur l'air du Battle Hymn of the Republic, le chant raconte le dernier saut d'un parachutiste dont le parachute n'a pas fonctionné.
Des soldats des forces armées des États-Unis à la United States Army Airborne School de Fort Benning, Géorgie, doivent parfois en apprendre les paroles dans le cadre de leur entraînement.

## Paroles
He was just a rookie trooper and he surely shook with fright
He checked ALL his equipment and made sure his pack was tight;
He had to sit and listen to those awful engines roar,
"You ain't gonna jump no more!"
(Refrain)
Gory, gory, what a HELLUVA WAY to die,
Gory, gory, what a hell of a way to die,
Gory, gory, what a hell of a way to die,
He ain't gonna jump no more!
"Is everybody happy?" cried the Sergeant looking up,
Our Hero feebly answered "Yes," and then they stood him up;
He jumped into the icy blast, his static line unhooked,
And he ain't gonna jump no more.
(Refrain)
He counted long, he counted loud, he waited for the shock,
He felt the wind, he felt the cold, he felt the awful drop,
The silk from his reserve spilled out and wrapped around his legs,
And he ain't gonna jump no more.
(Refrain)
The risers swung around his neck, connectors cracked his dome,
Suspension lines were tied in knots around his skinny bones;
The canopy became his shroud; he hurtled to the ground.
And he ain't gonna jump no more.
(Refrain)
The days he'd lived and loved and laughed kept running through his mind,
He thought about the girl back home, the one he'd left behind;
He thought about the medicALS and wondered what they'd find,
And he ain't gonna jump no more.
(Refrain)
The ambulance was on the spot, the jeeps were running wild,
The medics jumped and screamed with glee, rolled up their sleeves and smiled,
For it had been a week or more since last a 'chute had failed,
And he ain't gonna jump no more.
(Refrain)
He hit the ground, the sound was "Splat," his blood went spurting high,
His comrades THEY were heard to say: "A hell of a way to die!"
He lay there rolling round in the welter of his gore,
And he ain't gonna jump no more.
(Refrain)
(lentement, solennellement)
There was blood upon the risers, there were brains upon the chute,
Intestines were a'dangling from his Paratrooper suit,
He was a mess; they picked him up, and poured him from his boots,
And he ain't gonna jump no more
Gory, gory, what a hell of a way to die,
Gory, gory, what a hell of a way to die,
Gory, gory, what a hell of a way to die,
He ain't gonna jump no more!

### Traduction
C'était juste un bleu et il devait trembler de peur
Il a vérifié son équipement et s'est assuré que son paquetage était serré ;
Il a dû s'asseoir et écouter le hurlement atroce des moteurs,
"Tu ne sauteras plus jamais !"
(Refrain)
Du sang, du sang, quelle putain de façon de mourir,
Du sang, du sang, quelle putain de façon de mourir,
Du sang, du sang, quelle putain de façon de mourir,
Il ne sautera plus jamais !
"Tout le monde va bien ?" a hurlé le Sergent en les regardant,
Notre héros a répondu "Oui" faiblement et s'est levé ;
Il a sauté dans le vent glacé, sa ligne  s'est décrochée,
Et il ne sautera plus jamais.
(Refrain)
Il a compté longtemps, il a compté fort, il a attendu le choc,
Il a senti le vent, il a senti le froid, il a senti l'horrible chute,
La soie de son parachute de secours s'est échappée et enroulée autour de ses jambes,
Et il ne sautera plus jamais.
(Refrain)
Les suspends se sont enroulés autour de son cou, les câbles ont crevé le dôme,
Les lignes de suspensions se sont nouées autour de ses os maigres ;
La toile est devenue son linceul ; il s'est rué vers la terre.
Et il ne sautera plus jamais.
(Refrain)
Les jours qu'il a vécu et où il a aimé et ri passaient continuellement dans son esprit,
Il pensait à la fille chez elle, celle laissée derrière lui ;
Il pensait aux toubibs et s'est demandé ce qu'ils trouveraient,
Et il ne sautera plus jamais.
(Refrain)
L'ambulance était là, les jeeps fonçaient,
Les toubibs sautèrent et hurlèrent avec joie, retroussèrent leurs manches et sourirent,
Car ça faisait une semaine depuis la dernière fois qu'un 'chute avait eu un problème,
Et il ne sautera plus jamais.
(Refrain)
Il heurta le sol, ça a fait "Splatch," son sang a giclé haut,
On a entendu ses camarades dire : "une putain de façon de mourir !"
Il gisait là enroulé dans le désordre de ses entrailles,
Et il ne sautera plus jamais.
(Refrain)
(lentement, solennellement)
Il y avait du sang sur les suspends, il y avait de la cervelle sur son 'chute,
Les intestins pendaient hors de son uniforme de parachutiste,
C'était horrible ; ils l'ont saisi et versé hors de ses bottes,
Et il ne sautera plus jamais.
Du sang, du sang, quelle putain de façon de mourir,
Du sang, du sang, quelle putain de façon de mourir,
Du sang, du sang, quelle putain de façon de mourir,
Il ne sautera plus jamais !

### Variantes de refrain
Il y a une controverse à propos du refrain, pour savoir si ont dit "Gory, Gory," "Gory, Glory," ou "Glory, Glory," comme le "Battle Hymn of The Republic". Comme "Blood on the Risers" est souvent chanté en criant, il est difficile d'entendre un son "l" dans le chant. Néanmoins, la majorité des références donnent "Gory, Gory" comme refrain. 
Il y a aussi un refrain alternatif :
Gory, gory, what a helluva way to die,
With a rifle on his back as he was falling through the sky,
Gory, gory, what a helluva way to die,
He ain't gonna jump no more!
Voici une traduction du refrain alternatif :
Du sang, du sang, quelle putain de façon de mourir,
Avec un fusil sur son dos pendant qu'il tombait du ciel,
Du sang, du sang, quelle putain de façon de mourir,
Il ne sautera plus jamais !